# 광주장원초등학교
광주장원초등학교는 대한민국 광주광역시 동구 산수동에 있는 공립 초등학교다.

## 연혁
- 1974년 3월 7일 8학급 편성
- 2011년 2월 19일 제37회 졸업생 80명(총 8502명)
- 2011년 3월 1일 14학급 편성
- 2012년 2월 제38회 졸업생 43명(총 8545명)
- 2012년 3월 1일 14학급 편성
- 2013년 2월 18일 제39회 졸업생 65명 (총 8610명)
- 2013년 3월 1일 12학급 편성
- 2013년 3월 1일 제16대 홍철 교장 부임
- 2014년 3월 1일 12학급 편성
- 2014년 3월 1일 제40회 졸업생 57명(총 8667명)
- 2015년 2월 5일 제41회 졸업생 37명(총 8704명)
- 2015년 3월 1일 12학급 편성
- 2015년 3월 1일 제17대 오경심 교장 부임

## 참고 자료
- 광주장원초등학교 - 한국교육학술정보원 학교알리미